# Peg pasziánsz

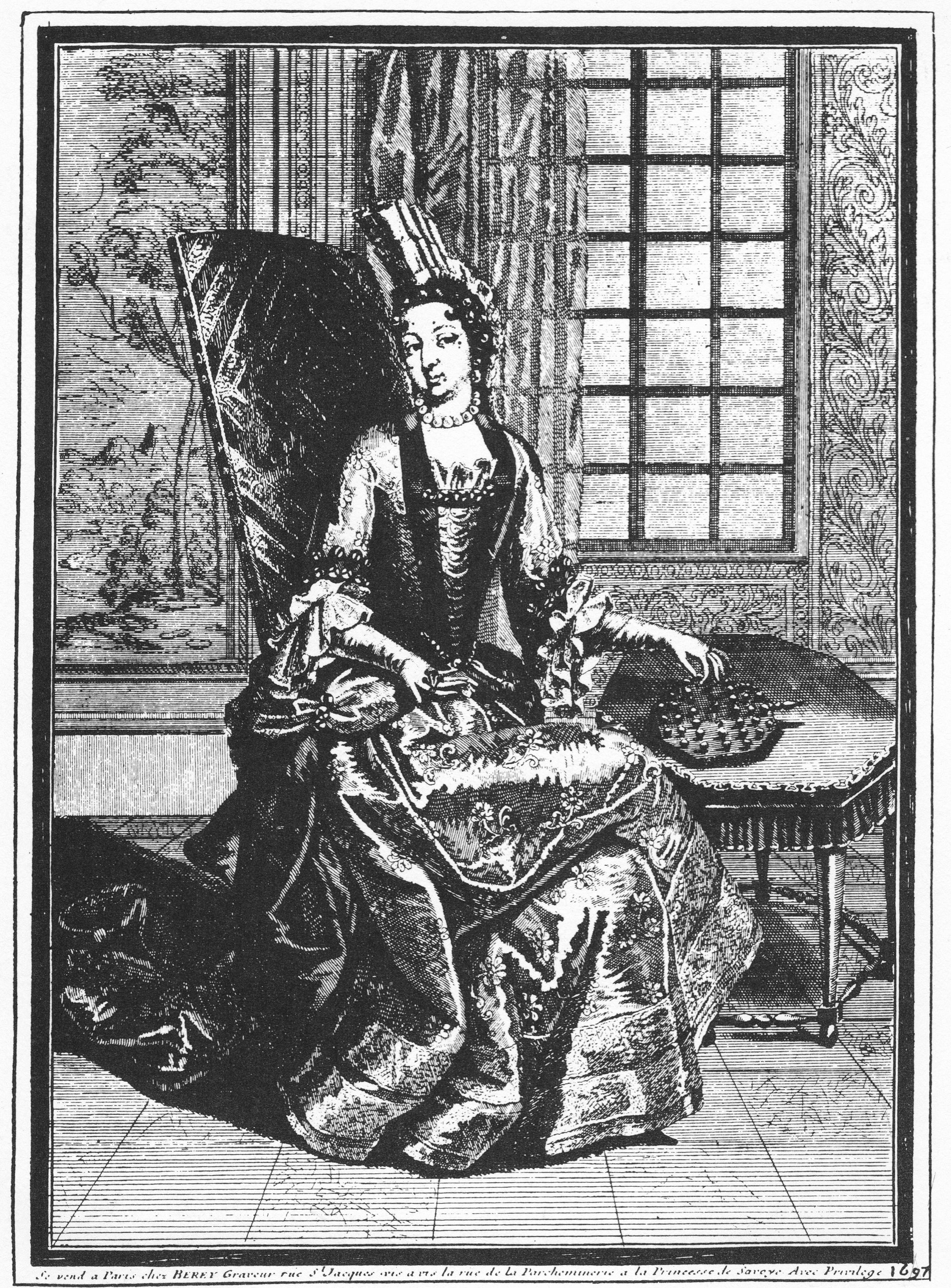
Anne de Rohan-Chabot peg pasziánsszal játszik, 1687

A peg pasziánsz egy egyszemélyes táblajáték, ahol pegeket (általában apró szögeket) kell rakosgatni a tábla réseibe. Egyes verziókban szögek helyett golyókat használnak pegnek.
A játékra az első bizonyíték XIV. Lajos udvarából származik, 1687-ből. Claude Aguste Berey készített egy metszetet abban az évben Anne de Rohan-Chabot-ról, Soubise hercegnőjéről, aki éppen a játékkal játszik. 1687 augusztusában a Francia irodalmi magazin a Mercure galant egy leírást közölt a játékról és a szabályairól. Ez az első ismert írásos utalás a peg pasziánszra.
A hagyományos játékban a pegek teljesen kitöltik a táblát, leszámítva a középső lyukat. A játék célja, hogy szabályos lépésekkel eltüntessük az összes peget, leszámítva az utolsót, aminek a középső lyukba kell kerülnie.

## Tábla

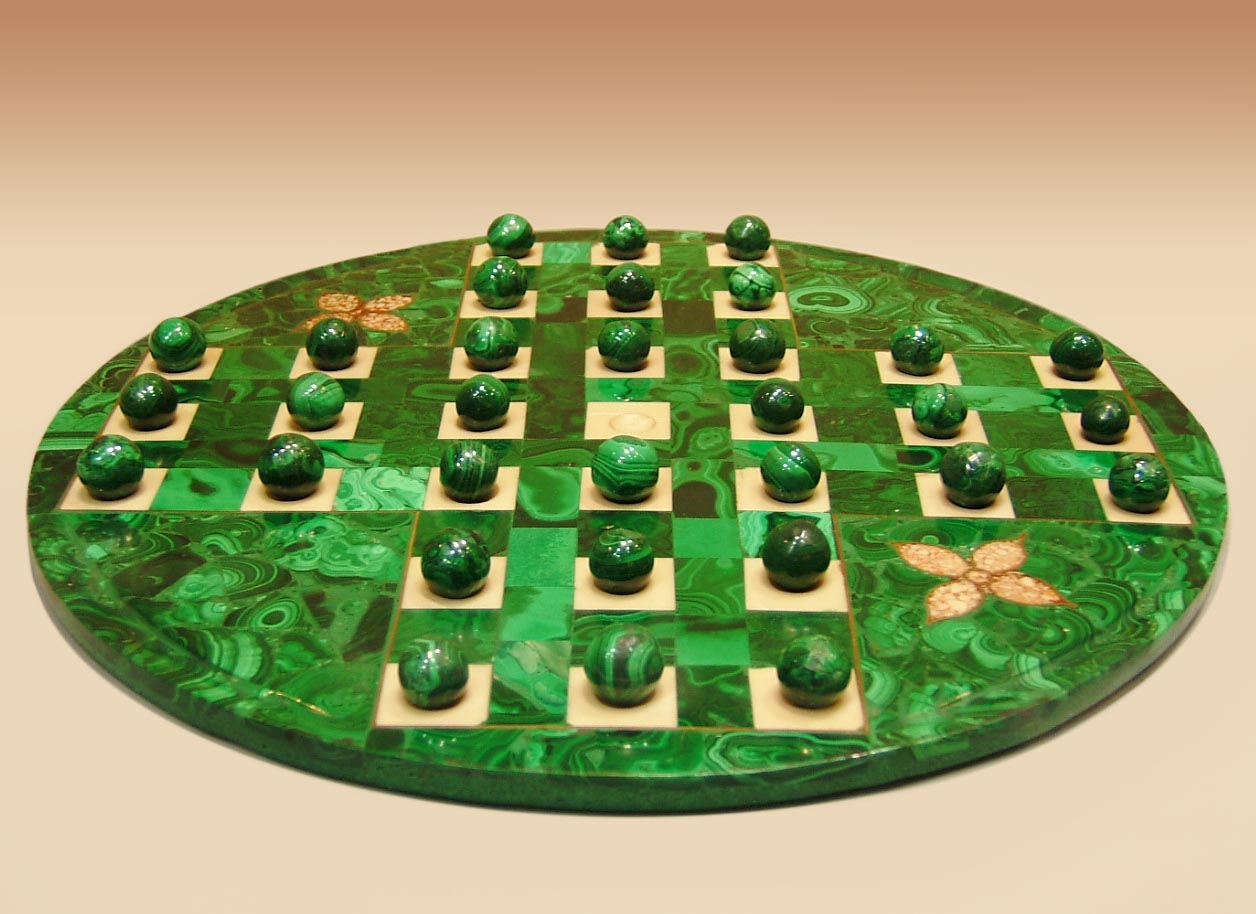
Angol peg pasziánsz tábla

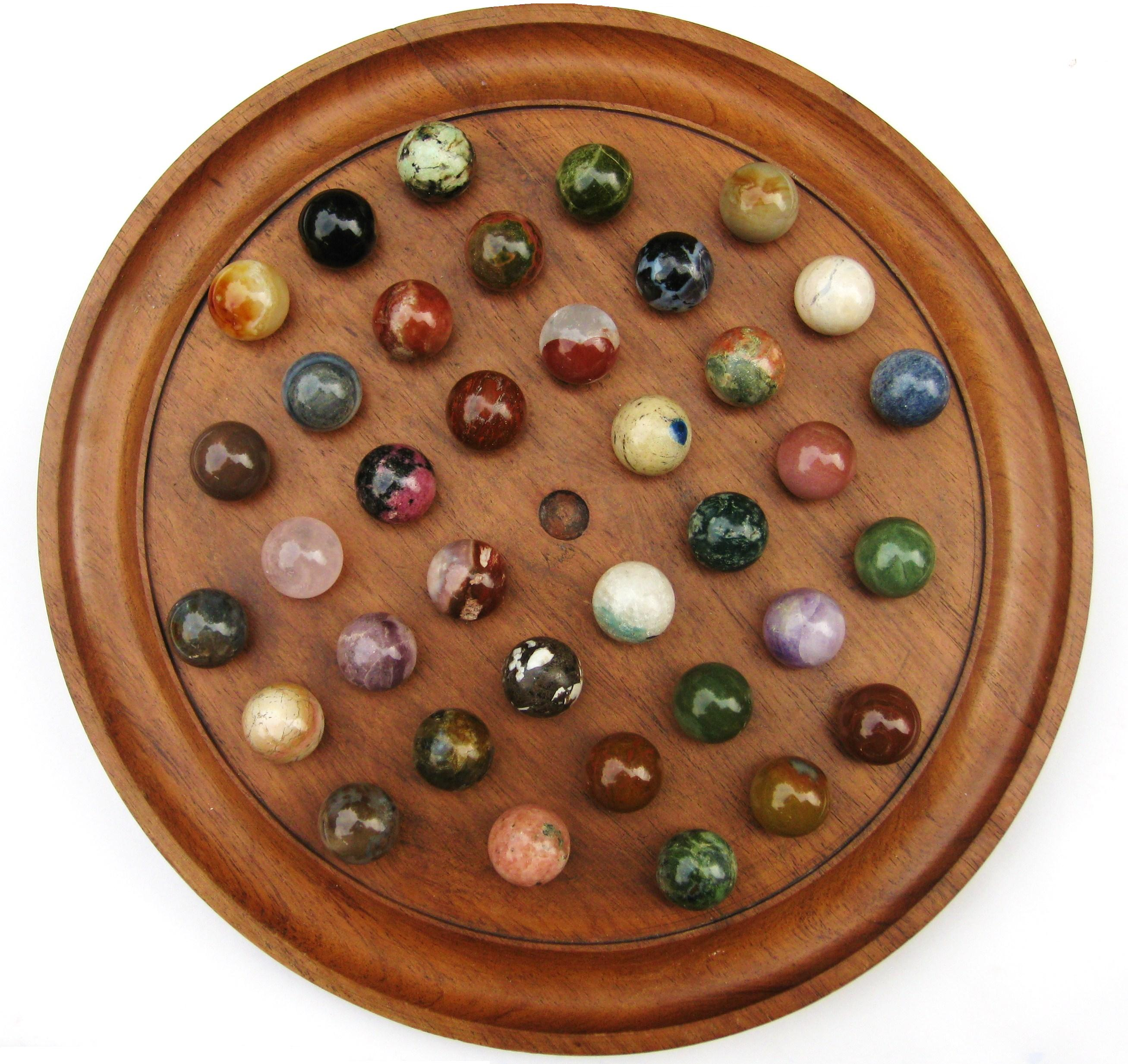
Európai peg pasziánsz tábla

Két féle hagyományos tábla van ('.' - jelöli a kezdeti peget, 'o' - jelöli a kezdeti lyukat):
| Angol                                                             | Európai                                                                   |
| ----------------------------------------------------------------- | ------------------------------------------------------------------------- |
| · · · · · · · · · · · · · · · · o · · · · · · · · · · · · · · · · | · · · · · · · · · · · · · · · · · · o · · · · · · · · · · · · · · · · · · |

## Játék
Szabályos lépés amikor egy peggel vízszintesen vagy függőlegesen átugrunk egy szomszédos peget, így egy két pozícióval távolabbi lyukba érkezünk, az átugrott peget pedig levehetjük a tábláról. Ezt addig ismételjük, amíg végül csak egyetlen peg marad a táblán (nyertünk), vagy amíg el nem fogynak a lépéslehetőségek – ez esetben vesztettünk.
A hagyományos táblák kirakása kifejezetten nehéz, könnyedén olyan helyzetben találhatjuk magunkat, ahol két-három peg túl távol van egymástól és a tábla kirakása már nem lehetséges. Sokaknak soha nem sikerül megoldani.

## Táblavariációk
Az angol és az európai táblákon kívül játszották még más méretű táblákon is. Például háromszög alakú pályán, ahol az ugrások 3 irányban is megengedettek.

(1) Európai (Francia), 37 lyuk, 17. század
(2) J. C. Wiegleb, 1779, Németország, 45 lyuk
(3) George Bell írta le, 20. század
(4) Angol, 33 lyuk
(5) Gyémánt, 41 lyuk
(6) Háromszög, 15 lyuk
Szürke terület: az a lyuk, ahova az utolsó pegnek kell kerülnie.

Egy gyakori háromszög alakú variáció 5 peget tartalmaz az oldalain. Ennek nincs olyan megoldása ahol a kezdeti lyukba érkezik az utolsó peg, ha ez a kezdeti lyuk a középső három közül valamelyik.

## Külső hivatkozások
- Online Peg Pasziánsz játék (0v.hu)

## Fordítás
Ez a szócikk részben vagy egészben  a   Peg solitaire című angol Wikipédia-szócikk fordításán alapul.  Az eredeti cikk szerkesztőit annak laptörténete sorolja fel. Ez a jelzés csupán a megfogalmazás eredetét és a szerzői jogokat jelzi, nem szolgál a cikkben szereplő információk forrásmegjelöléseként.